# لا لیگا ۴۱–۱۹۴۰
لا لیگا ۴۱–۱۹۴۰ دهمین دوره از دسته برتر فوتبال اسپانیا بود. اتلتیکو آویاسیون قهرمان این فصل شد.

## تغییر قالب رقابت‌ها
به علت گسترش لیگ به ۱۴ تیم برای فصل بعد، دو تیم انتهای جدول در عوض سقوط مستقیم به سگوندا دیویسیون در یک تک‌بازی پلی‌آف، به مصاف تیم‌های سوم و چهارم جدول پلی‌آف سگوندا دیویسیون رفتند.

## تیم‌ها
پس از یک فصل غیبت به دلیل خسارات وارده به ورزشگاه بوئناویستا، رئال اویدو به دسته برتر بازگشت.
با برگشتن دوران فرانکوییسم به اسپانیا، در سال ۱۹۴۱، قانون ممنوعیت استفاده از نام‌های خارجی مانند اتلتیک، اسپورتینگ و ریسینگ به تصویب رسید. البته باشگاه‌ها حمایت سلطنتی را دوباره بازیافتند و شروع به استفاده از واژه رئال در نامشان کردند.

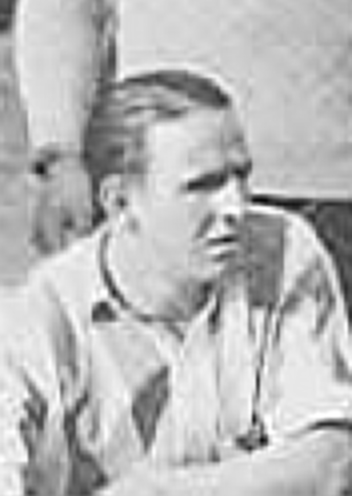
گی‌یرمو گوروستیزا به رکورد ۱۲۱ گل در این مسابقات دست یافت و رکورد جدیدی ثبت شد.

| باشگاه                         | شهر      | ورزشگاه      | ظرفیت  |
| ------------------------------ | -------- | ------------ | ------ |
| باشگاه فوتبال اتلتیک بیلبائو   | بیلبائو  | سن مامس      | ۱۳٫۰۶۵ |
| باشگاه فوتبال اتلتیکو آویاسیون | مادرید   | چامارتین     | ۱۸٫۰۰۰ |
| باشگاه فوتبال بارسلونا         | بارسلون  | لس کورتس     | ۲۵٫۰۰۰ |
| باشگاه فوتبال رئال اویدو       | ابیه‌دو   | بوئناویستا   | ۲۲٫۰۰۰ |
| باشگاه فوتبال سلتاویگو         | بیگو     | بالایدوس     | ۲۲٫۰۰۰ |
| باشگاه فوتبال اسپانیول         | بارسلون  | ساریا        | ۱۵٫۷۷۴ |
| باشگاه فوتبال هرکولس           | آلیکانته | کمپ باردین   | ۸٫۰۰۰  |
| باشگاه فوتبال رئال مادرید      | مادرید   | چامارتین     | ۲۲٫۰۰۰ |
| باشگاه فوتبال رئال مورسیا      | مورسیا   | لا کوندومینا | ؟      |
| باشگاه فوتبال سویا             | سویل     | نرویون       | ۱۶٫۰۰۰ |
| باشگاه فوتبال والنسیا          | والنسیا  | مستایا       | ۱۷٫۰۰۰ |
| باشگاه فوتبال رئال ساراگوسا    | ابیدو    | توررو        | ۸٫۰۰۰  |

## جدول لیگ و نتایج

### جدول لیگ
| رتبه           | تیم                  | بازی | برد | تساوی | شکست | گ.ز. | گ.خ. | ت.گ. | امتیاز | صعود/سقوط | قوانین رتبه‌بندی |
| -------------- | -------------------- | ---- | --- | ----- | ---- | ---- | ---- | ---- | ------ | --------- | --- |
| ۱              | اتلتیکو آویاسیون (ق) | ۲۲   | ۱۳  | ۷     | ۲    | ۷۰   | ۳۶   | ۳۴+  | ۳۳     |           | قوانین رتبه‌بندی: 1. امتیازات 2. امتیازات بازی‌های رو در رو 3. تفاضل گل در بازی‌های رو در رو 4. تفاضل گل 5. گل‌های زده توضیحات: (ق): قهرمان (ب. پ): برنده پلی‌آف |
| ۲              | اتلتیکو بیلبائو      | ۲۲   | ۱۳  | ۵     | ۴    | ۴۹   | ۲۴   | ۲۵+  | ۳۱     |           | قوانین رتبه‌بندی: 1. امتیازات 2. امتیازات بازی‌های رو در رو 3. تفاضل گل در بازی‌های رو در رو 4. تفاضل گل 5. گل‌های زده توضیحات: (ق): قهرمان (ب. پ): برنده پلی‌آف |
| ۳              | والنسیا              | ۲۲   | ۱۱  | ۵     | ۶    | ۶۰   | ۵۲   | ۸+   | ۲۷     | [ الف ]   | قوانین رتبه‌بندی: 1. امتیازات 2. امتیازات بازی‌های رو در رو 3. تفاضل گل در بازی‌های رو در رو 4. تفاضل گل 5. گل‌های زده توضیحات: (ق): قهرمان (ب. پ): برنده پلی‌آف |
| ۴              | بارسلونا             | ۲۲   | ۱۳  | ۱     | ۸    | ۵۵   | ۴۵   | ۱۰+  | ۲۷     | [ الف ]   | قوانین رتبه‌بندی: 1. امتیازات 2. امتیازات بازی‌های رو در رو 3. تفاضل گل در بازی‌های رو در رو 4. تفاضل گل 5. گل‌های زده توضیحات: (ق): قهرمان (ب. پ): برنده پلی‌آف |
| ۵              | سویا                 | ۲۲   | ۱۲  | ۲     | ۸    | ۷۰   | ۴۳   | ۲۷+  | ۲۶     |           | قوانین رتبه‌بندی: 1. امتیازات 2. امتیازات بازی‌های رو در رو 3. تفاضل گل در بازی‌های رو در رو 4. تفاضل گل 5. گل‌های زده توضیحات: (ق): قهرمان (ب. پ): برنده پلی‌آف |
| ۶              | رئال مادرید          | ۲۲   | ۱۱  | ۲     | ۹    | ۵۱   | ۳۸   | ۱۳+  | ۲۴     |           | قوانین رتبه‌بندی: 1. امتیازات 2. امتیازات بازی‌های رو در رو 3. تفاضل گل در بازی‌های رو در رو 4. تفاضل گل 5. گل‌های زده توضیحات: (ق): قهرمان (ب. پ): برنده پلی‌آف |
| ۷              | اسپانیول             | ۲۲   | ۱۰  | ۲     | ۱۰   | ۵۰   | ۵۴   | ۴−   | ۲۲     |           | قوانین رتبه‌بندی: 1. امتیازات 2. امتیازات بازی‌های رو در رو 3. تفاضل گل در بازی‌های رو در رو 4. تفاضل گل 5. گل‌های زده توضیحات: (ق): قهرمان (ب. پ): برنده پلی‌آف |
| ۸              | اویدو                | ۲۲   | ۷   | ۲     | ۱۳   | ۳۶   | ۶۳   | ۲۷−  | ۱۶     | [ ب ]     | قوانین رتبه‌بندی: 1. امتیازات 2. امتیازات بازی‌های رو در رو 3. تفاضل گل در بازی‌های رو در رو 4. تفاضل گل 5. گل‌های زده توضیحات: (ق): قهرمان (ب. پ): برنده پلی‌آف |
| ۹              | هرکولس               | ۲۲   | ۷   | ۲     | ۱۳   | ۲۸   | ۶۷   | ۳۹−  | ۱۶     | [ ب ]     | قوانین رتبه‌بندی: 1. امتیازات 2. امتیازات بازی‌های رو در رو 3. تفاضل گل در بازی‌های رو در رو 4. تفاضل گل 5. گل‌های زده توضیحات: (ق): قهرمان (ب. پ): برنده پلی‌آف |
| ۱۰             | سلتاویگو             | ۲۲   | ۷   | ۱     | ۱۴   | ۴۵   | ۵۱   | ۶−   | ۱۵     |           | قوانین رتبه‌بندی: 1. امتیازات 2. امتیازات بازی‌های رو در رو 3. تفاضل گل در بازی‌های رو در رو 4. تفاضل گل 5. گل‌های زده توضیحات: (ق): قهرمان (ب. پ): برنده پلی‌آف |
| ۱۱             | ساراگوسا             | ۲۲   | ۵   | ۴     | ۱۳   | ۲۶   | ۴۱   | ۱۵−  | ۱۴     | پلی‌آف     | قوانین رتبه‌بندی: 1. امتیازات 2. امتیازات بازی‌های رو در رو 3. تفاضل گل در بازی‌های رو در رو 4. تفاضل گل 5. گل‌های زده توضیحات: (ق): قهرمان (ب. پ): برنده پلی‌آف |
| ۱۲             | مورسیا               | ۲۲   | ۵   | ۳     | ۱۴   | ۲۹   | ۵۵   | ۲۶−  | ۱۳     | پلی‌آف     | قوانین رتبه‌بندی: 1. امتیازات 2. امتیازات بازی‌های رو در رو 3. تفاضل گل در بازی‌های رو در رو 4. تفاضل گل 5. گل‌های زده توضیحات: (ق): قهرمان (ب. پ): برنده پلی‌آف |
| منبع: BDFútbol |                      |      |     |       |      |      |      |      |        |           | |

### جایگاه در جدول براساس هفته
| تیم / هفته       | ۱  | ۲  | ۳  | ۴  | ۵  | ۶  | ۷  | ۸  | ۹  | ۱۰ | ۱۱ | ۱۲ | ۱۳ | ۱۴ | ۱۵ | ۱۶ | ۱۷ | ۱۸ | ۱۹ | ۲۰ | ۲۱ | ۲۲ |
| ---------------- | -- | -- | -- | -- | -- | -- | -- | -- | -- | -- | -- | -- | -- | -- | -- | -- | -- | -- | -- | -- | -- | -- |
| اتلتیکو آویاسیون | ۴  | ۳  | ۲  | ۲  | ۲  | ۳  | ۲  | ۲  | ۲  | ۲  | ۲  | ۱  | ۱  | ۱  | ۱  | ۱  | ۱  | ۱  | ۱  | ۱  | ۱  | ۱  |
| اتلتیک بیلبائو   | ۵  | ۶  | ۸  | ۱۱ | ۱۱ | ۸  | ۶  | ۵  | ۴  | ۴  | ۴  | ۳  | ۴  | ۲  | ۲  | ۲  | ۲  | ۲  | ۲  | ۲  | ۲  | ۲  |
| والنسیا          | ۶  | ۱۰ | ۱۲ | ۱۰ | ۶  | ۵  | ۵  | ۶  | ۶  | ۷  | ۷  | ۹  | ۷  | ۷  | ۷  | ۶  | ۶  | ۵  | ۵  | ۴  | ۳  | ۳  |
| بارسلونا         | ۱۲ | ۹  | ۱۰ | ۸  | ۷  | ۹  | ۱۱ | ۷  | ۷  | ۶  | ۶  | ۶  | ۶  | ۶  | ۶  | ۷  | ۷  | ۷  | ۷  | ۶  | ۴  | ۴  |
| سویا             | ۱  | ۴  | ۱  | ۱  | ۱  | ۱  | ۱  | ۱  | ۱  | ۱  | ۱  | ۴  | ۳  | ۴  | ۳  | ۳  | ۳  | ۴  | ۳  | ۳  | ۵  | ۵  |
| رئال مادرید      | ۷  | ۲  | ۶  | ۳  | ۳  | ۲  | ۳  | ۳  | ۳  | ۳  | ۳  | ۲  | ۲  | ۳  | ۵  | ۴  | ۴  | ۳  | ۴  | ۵  | ۶  | ۶  |
| اسپانیول         | ۲  | ۸  | ۵  | ۶  | ۵  | ۴  | ۴  | ۴  | ۵  | ۵  | ۵  | ۵  | ۵  | ۵  | ۴  | ۵  | ۵  | ۶  | ۶  | ۷  | ۷  | ۷  |
| رئال اویدو       | ۱۱ | ۱۲ | ۹  | ۷  | ۱۰ | ۱۱ | ۸  | ۹  | ۸  | ۱۰ | ۸  | ۷  | ۸  | ۱۰ | ۸  | ۸  | ۸  | ۹  | ۸  | ۹  | ۸  | ۸  |
| هرکولس           | ۳  | ۵  | ۳  | ۴  | ۸  | ۱۰ | ۱۲ | ۱۱ | ۱۰ | ۸  | ۱۰ | ۸  | ۹  | ۱۱ | ۱۱ | ۱۱ | ۱۰ | ۸  | ۹  | ۸  | ۹  | ۹  |
| سلتاویگو         | ۹  | ۱  | ۷  | ۹  | ۴  | ۷  | ۹  | ۱۰ | ۹  | ۱۱ | ۹  | ۱۰ | ۱۰ | ۸  | ۹  | ۱۰ | ۱۱ | ۱۱ | ۱۱ | ۱۰ | ۱۰ | ۱۰ |
| رئال ساراگوسا    | ۸  | ۷  | ۴  | ۵  | ۹  | ۶  | ۷  | ۸  | ۱۱ | ۹  | ۱۱ | ۱۲ | ۱۱ | ۱۲ | ۱۲ | ۱۲ | ۱۲ | ۱۲ | ۱۲ | ۱۱ | ۱۲ | ۱۱ |
| رئال مورسیا      | ۱۰ | ۱۱ | ۱۱ | ۱۲ | ۱۲ | ۱۲ | ۱۰ | ۱۲ | ۱۲ | ۱۲ | ۱۲ | ۱۱ | ۱۲ | ۹  | ۱۰ | ۹  | ۹  | ۱۰ | ۱۰ | ۱۰ | ۱۱ | ۱۲ |

### نتایج
| میزبان / مهمان   | ا.آ. | ا.ب. | وال. | بارسا | سویا | ر.م. | اسپا. | اویدو | هرک. | سلتا. | ر.س. | مور. |
| ---------------- | ---- | ---- | ---- | ----- | ---- | ---- | ----- | ----- | ---- | ----- | ---- | ---- |
| اتلتیکو آویاسیون |      | ۱–۱  | ۲–۲  | ۴–۴   | ۳–۱  | ۳–۱  | ۵–۳   | ۳–۰   | ۷–۱  | ۵–۴   | ۳–۱  | ۶–۰  |
| اتلتیک بیلبائو   | ۰–۵  |      | ۵–۰  | ۳–۱   | ۲–۱  | ۳–۱  | ۶–۲   | ۲–۱   | ۴–۰  | ۴–۱   | ۰–۰  | ۶–۱  |
| والنسیا          | ۳–۱  | ۲–۲  |      | ۳–۱   | ۴–۱  | ۱–۱  | ۳–۰   | ۵–۱   | ۶–۰  | ۵–۱   | ۱–۰  | ۳–۳  |
| بارسلونا         | ۲–۴  | ۱–۰  | ۴–۳  |       | ۴–۰  | ۳–۰  | ۲–۳   | ۷–۰   | ۳–۲  | ۲–۰   | ۲–۰  | ۳–۰  |
| سویا             | ۱–۱  | ۱–۰  | ۱۰–۳ | ۱۱–۱  |      | ۵–۴  | ۳–۱   | ۴–۱   | ۸–۳  | ۳–۰   | ۴–۱  | ۳–۲  |
| رئال مادرید      | ۱–۴  | ۰–۱  | ۶–۱  | ۱–۲   | ۴–۱  |      | ۴–۱   | ۱–۰   | ۵–۳  | ۳–۱   | ۶–۰  | ۲–۱  |
| اسپانیول         | ۲–۳  | ۱–۱  | ۲–۱  | ۳–۱   | ۴–۳  | ۳–۲  |       | ۵–۰   | ۱–۲  | ۴–۱   | ۳–۰  | ۲–۱  |
| رئال اویدو       | ۴–۳  | ۰–۲  | ۳–۳  | ۳–۱   | ۰–۴  | ۰–۲  | ۳–۳   |       | ۶–۰  | ۴–۳   | ۵–۴  | ۲–۱  |
| هرکولس           | ۳–۳  | ۱–۰  | ۰–۲  | ۱–۳   | ۱–۰  | ۰–۳  | ۳–۲   | ۳–۰   |      | ۰–۵   | ۱–۰  | ۴–۰  |
| سلتاویگو         | ۰–۲  | ۱–۲  | ۶–۲  | ۱–۴   | ۲–۲  | ۱–۲  | ۷–۱   | ۳–۱   | ۲–۰  |       | ۱–۰  | ۵–۱  |
| رئال ساراگوسا    | ۱–۱  | ۲–۲  | ۱–۲  | ۲–۱   | ۰–۳  | ۱–۱  | ۰–۳   | ۳–۰   | ۷–۰  | ۱–۰   |      | ۲–۱  |
| رئال مورسیا      | ۱–۱  | ۱–۳  | ۲–۵  | ۱–۳   | ۲–۱  | ۳–۱  | ۳–۱   | ۱–۲   | ۰–۰  | ۳–۰   | ۱–۰  |      |

## بازی‌های پلی‌آف
| ۲ مه ۱۹۴۱ | ساراگوسا | ۲–۳ | کاستیون | مادرید            |
|           |          |     |         | ورزشگاه: چامارتین |

| ۴ مه ۱۹۴۱ | مورسیا | ۲–۰ | لاکرونیا | مادرید                 |
|           |        |     |          | ورزشگاه: کمپو د وایکاس |

## گلزنان برتر
| رتبه | بازیکن           | گل | بازی | م.گ. | باشگاه           | یادداشت                                        |
| ---- | ---------------- | -- | ---- | ---- | ---------------- | ---------------------------------------------- |
| ۱    | پرودن            | ۳۳ | ۲۲   | ۱٫۵۰ | اتلتیکو آویاسیون | رکورد گلزنی در یک فصل (۳۳ گل)                  |
| ۲    | ادموندو سوارز    | ۲۱ | ۲۱   | ۱٫۰۰ | والنسیا          |                                                |
| ۳    | ویسنته مارتینث   | ۱۸ | ۱۶   | ۱٫۱۳ | اسپانیول         |                                                |
| ۴    | کامپانال         | ۱۷ | ۱۸   | ۰٫۹۴ | سویا             |                                                |
| ۵    | پاکو کمپوس       | ۱۶ | ۲۲   | ۰٫۷۳ | اتلتیکو آویاسیون |                                                |
| ۶    | میگل تورونتگی    | ۱۴ | ۱۷   | ۰٫۸۲ | سویا             |                                                |
| =    | مانوئل آلدی      | ۱۴ | ۲۱   | ۰٫۶۷ | رئال مادرید      |                                                |
| =    | گی‌یرمو گوروستیزا | ۱۴ | ۲۱   | ۰٫۶۷ | والنسیا          | رکورددار جدید گلزنی در تاریخ مسابقات با ۱۲۱ گل |
| ۹    | ماریانو مارتین   | ۱۲ | ۱۴   | ۰٫۸۶ | بارسلونا         |                                                |
| =    | آگوستین جارابو   | ۱۲ | ۱۶   | ۰٫۷۵ | سلتاویگو         |                                                |
| =    | خوان دل پینو     | ۱۲ | ۱۹   | ۰٫۶۳ | سلتاویگو         |                                                |
| ۱۲   | چاس آلونسو       | ۱۱ | ۱۴   | ۰٫۷۹ | رئال مادرید      |                                                |
| =    | ریموندو بلانکو   | ۱۱ | ۲۱   | ۰٫۵۲ | سویا             |                                                |
| =    | آنتون سانچث      | ۱۱ | ۲۲   | ۰٫۵۰ | رئال اویدو       |                                                |
| =    | رافائل بروکال    | ۱۱ | ۲۲   | ۰٫۵۰ | سویا             |                                                |

## یادداشت
1. 1 2  والنسیا با توجه به تفاضل گل بهتر در بازی‌های رو در رو، بالاتر از بارسلونا قرار گرفت: والنسیا – بارسلونا ۳–۱، بارسلونا – والنسیا ۴–۳.
2. 1 2  اویدو با توجه به تفاضل گل بهتر در بازی‌های رو در رو، بالاتر از هرکولس قرار گرفت: اویدو – هرکولس ۶–۰، هرکولس – اویدو ۳–۰.